# Destino Plutón
Destino Plutón fue un concurso infantil de televisión, emitido por La 1 de Televisión Española en 1980. Se programaba semanalmente los martes a las 19 horas.

## Formato
El programa, grabado en los estudios de TVE en Esplugas de Llobregat, Barcelona, se desarrollaba en un decorado que evocaba una gran nave espacial. Los concursantes, de entre 11 y 13 años, participaban por equipos y en lo que simulaba una carrera espacial, debían responder a preguntas de cultura general que formulaba la presentadora. Según acertaran o no, avanzaban o retrocedían en su trayecto hacia el destino final: el planeta Plutón. Allí serían recibidos por su soberano, el rey Perdunavo IV. Otros personajes presentes en el plató eran el malvado Malperson y el afable Bonamichi, ataviados ambos a la moda de los cortesanos del siglo XVIII.

## Equipo

### Reparto
- María Jesús Lleonart (Sirrah)
- Pep Llorens (Perdurabo IV).
- Damià Barbany (Bonamichi).
- Pepe Ballester (Malperson)
- Montse Prous (Deneb)
- Esther Farré (Altair)
- Rosa Gabin (Vega)

### Equipo técnico
- Realización: Gerardo N. Miró.
- Producción: Isidro Prous y Tomás Nicolau.
- Dirección artística: Ulises Wensel.
- Guion: Tina Alarcón y Víctor Vadorrey.
- Decorados: Xavier Gómez.
- Música original: Ángel Rene.